# Щурова, Татьяна Васильевна
Татья́на Васи́льевна Щу́рова — советский и украинский краевед, библиотекарь. Заведующая отделом искусств Одесской национальной научной библиотеки имени М. Горького.

## Биография
Окончила филологический факультет Одесского государственного университета имени И. И. Мечникова.
19 октября 1970 года была зачислена с испытательным сроком на должность младшего библиотекаря отдела книгохранения Одесской государственной научной библиотеки имени М. Горького (позже — Одесская национальная научная библиотека имени М. Горького). Через два месяца директор библиотеки И. Д. Мазуренко перевёл Щурову на должность библиотекаря. В 1990 году Татьяна Щурова стала заведующей отдела искусств библиотеки.

## Почётные звания
- Заслуженный работник культуры Украины[3]